# Marco Pischorn
Marco Pischorn (* 1. Januar 1986 in Mühlacker) ist ein deutscher Fußballspieler. 

## Laufbahn
Pischorn begann seine Karriere beim VfR Sersheim, hier wurde er in der D-Jugend und der C-Jugend jeweils Meister der Kreisstaffel. Er wechselte nach seiner C-Junioren-Zeit im Jahre 2002 zum  FV Löchgau, wo er sofort Bezirksmeister mit den B-Junioren wurde. In dieser Zeit half er schon bei der erst ein Jahr zuvor neu gegründeten A-Junioren-Mannschaft aus und wurde auch mit dieser Mannschaft Meister, hier aber in der Leistungsstaffel. Im Jahr darauf wurde er mit den B-Junioren Meister der Verbandsstaffel, die Mannschaft scheiterte in den Aufstiegsspielen am FC Wangen. Mit der A-Junioren-Mannschaft wurde er im selben Jahr Meister der Bezirksstaffel und stieg mit ihr in die Verbandsstaffel auf. Als offizieller A-Junioren-Spieler wurde er 2004 Meister der Verbandsstaffel, diesmal glückte der Aufstieg in die Oberliga. In dieser Saison half Pischorn schon bei den Aktiven des FV Löchgau aus, die ebenfalls Meister wurden, und zwar in der Kreisliga A. 
In der Winterpause 2005 wechselte der Innenverteidiger zum VfB Stuttgart in die zweite Mannschaft in der drittklassigen Regionalliga. Dort etablierte er sich in den folgenden beiden Jahren im Team und bekam schließlich auch eine Chance im Erstligateam. Sein Bundesligadebüt für die Profimannschaft gab er am 27. Oktober 2007 beim 1:0-Heimsieg des VfB Stuttgart gegen Bayer 04 Leverkusen über die volle Spielzeit. Am 17. Dezember 2007 unterzeichnete Pischorn einen bis 2010 laufenden Lizenzspielervertrag beim VfB, er blieb jedoch nur Ergänzungsspieler und kam in der verbleibenden Saison nur noch zu drei Kurzeinsätzen. Mit der zweiten Mannschaft erreichte er Platz 3 und qualifizierte sich damit für die neu eingeführte 3. Profi-Liga. Im Jahr darauf schaffte er es nicht mehr in die erste Mannschaft, stattdessen wurde er Stammspieler in der U-23. Vor dem Beginn der Saison 2009/10 wurde Pischorn Kapitän der zweiten Mannschaft, im November 2009 musste er dieses Amt jedoch wieder abgeben. Am Ende der Saison verließ er die Stuttgarter.
Zur Saison 2010/11 wechselte Pischorn innerhalb der Liga zum SV Sandhausen. Dort etablierte er sich von Anfang an als feste Größe in der Abwehrkette. Im zweiten Jahr gelang ihm mit den Kurpfälzern die Meisterschaft in der dritten Liga und damit 2012 der Aufstieg in die 2. Bundesliga. Mit sieben Toren war der kopfballstarke Verteidiger in dieser Saison der dritterfolgreichste Torschütze der Mannschaft.
Im Januar 2014 löste Pischorn seinen Vertrag mit Sandhausen auf und wechselte zum Drittligisten Preußen Münster. Dort unterschrieb er einen Vertrag bis Mitte 2016. Nachdem sein Vertrag bei den Preußen ausgelaufen war und diese sich nicht rechtzeitig um eine Vertragsverlängerung bemüht hatten, entschied sich Pischorn dazu, seine Profikarriere zu beenden.
Gemeinsam mit seiner Familie kehrte er in die schwäbische Heimat zurück und schloss sich zur Saison 2016/17 dem aus der Oberliga abgestiegenen SGV Freiberg an. Parallel begann er eine Ausbildung zum Immobilienkaufmann. Freiberg gelang 2017, mit Pischorn als Kapitän, die direkte Rückkehr in die Oberliga Baden-Württemberg. Nach zwei Jahren mit Freiberg in der Oberliga, seinem Vertragsende und dem Abschluss seiner Ausbildung, hörte Pischorn vorübergehend mit dem Fußball auf.
Zur Saison 2021/22 gab Pischorn sein Comeback und steht im Kader der SGM Riexingen in der Kreisliga A.
Pischorn ist verheiratet, hat drei Kinder und lebt mit seiner Familie in Freiberg am Neckar.

## Erfolge
- Aufstieg in die 2. Bundesliga mit dem SV Sandhausen 2012